# Krzeczowice (stacja kolejowa)
Krzeczowice – zlikwidowana wąskotorowa stacja kolejowa Przeworskiej Kolei Dojazdowej w Krzeczowicach, w gminie Kańczuga, w powiecie przeworskim, w województwie podkarpackim, w Polsce. 
Została otwarta 8 września 1904 roku razem z wąskotorową linią kolejową z Przeworska do Dynowa.